# 泰仁許氏
泰仁許氏（テイノし、朝鮮語: 태인허씨）は、朝鮮の氏族の一つ。本貫は全羅北道井邑市である。2015年の調査では、6,870人である（他に同系列の詩山許氏は5,120人）。
始祖は金官加羅国の初代王首露王の妃のサータヴァーハナ朝の王女許黄玉の30代子孫の許士文である。
許士文は高麗太祖王建の忠臣であり、詩山君に封じられた。